# Liparis coheni
Liparis coheni är en fiskart som beskrevs av Able, 1976. Liparis coheni ingår i släktet Liparis och familjen Liparidae. Inga underarter finns listade i Catalogue of Life.